# Palazzo Franscini
Palazzo Franscini è un palazzo di Bellinzona che ospita istituti del Canton Ticino che si occupano di attività culturali. L'edificio è stato inaugurato nel 1999.
L'architetto Luigi Ortelli (di M+R Martinelli+Rossi Architetti) vince il bando pubblicato nel 1988 per la costruzione di un polo culturale per ospitare la biblioteca cantonale di Biblioteca cantonale di Bellinzona e far convergere in un'unica sede Archivio di Stato del Cantone Ticino, Centro di dialettologia e di etnografia, Ufficio dei beni culturali del Cantone Ticino e la direzione della Divisione della cultura e degli studi universitari del Catone Ticino. 
L'edificio presenta l'intervento artistico del 1998 Eclissi II creato da Mariapia Borgnini con Daniele Garbarino.
L'esterno del palazzo sistemato nel 2004 è caratterizzato da un parco giardino percorso da camminamenti pedonali, lastricature con panchine e lampioni.